# Stadsdienst Zoetermeer
De stadsdienst Zoetermeer is een openbaarvervoernetwerk dat de wijken van Zoetermeer met elkaar en met Centrum-West van de RandstadRail verbindt. Het netwerk bestaat uit twee buslijnen en drie RandstadRail-tramlijnen. De stadsdienst wordt uitgevoerd door EBS en hoort bij de concessie Haaglanden Streek en door HTM. 

## Geschiedenis
- Sinds 1926 verzorgde rijwielhandelaar Jan Kok die met Middelkoop en Hardijzer fusseerde tot Trio, het busvervoer in Zoetermeer.
- In 1933 werd de naam gewijzigd in Citosa.
- In 1968 werd Citosa opgenomen in West Nederland.

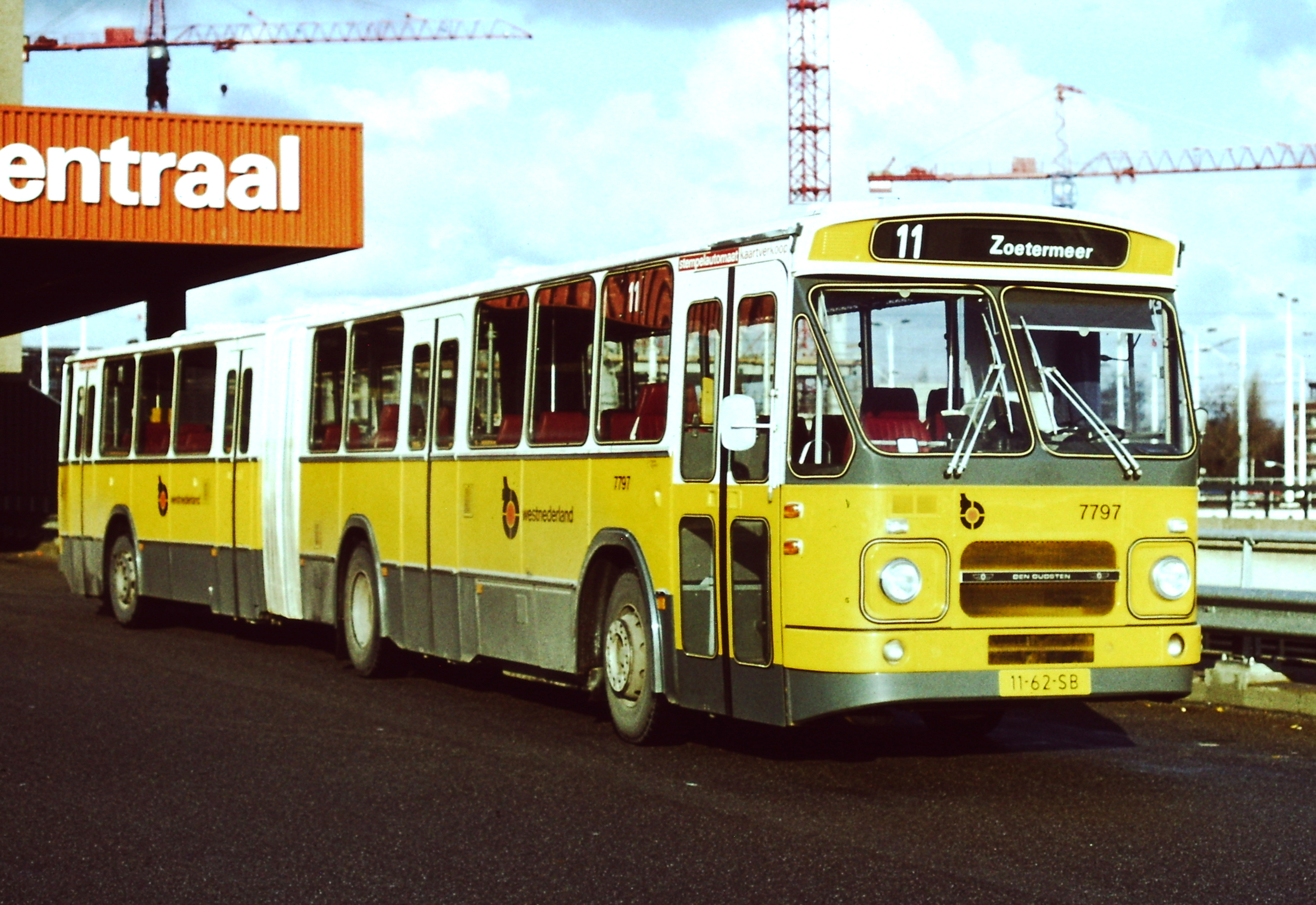
Gelede bus op lijn 11 in 1976 op Den Haag Centraal die in Zoetermeer als stadsdienst reed

- 22 mei 1977: Na de opening van de Zoetermeerlijn werden de rechtstreekse buslijnen met Den Haag ingekort tot Zoetermeer waarbij voortaan op de stations van de trein werd aangetakt, waar voor Den Haag kon worden overgestapt.
- In 1990 kreeg Zoetermeer een echte stadsbuslijn tussen Centrum-West en Noordhove, lijn 20/21 een ringlijn in twee richtingen.
- In 1994 kwam er nog een stadsbuslijn ringlijn 18/19 tussen station Centrum-west en Rokkeveen.
- 1 november 1994: West Nederland wordt ZWN-Groep.
- 10 mei 1999 ZWN-Groep wordt Connexxion.
- In 2000 werd de stadsdienst vernummerd in lijn 71 en 72.
- 30 augustus 2009: de concessie van Connexxion voor busvervoer in regio Haaglanden is overgenomen door Veolia.
- 9 december 2012: lijn 77 is opgeheven. Lijn 74 is alleen nog in de spits gaan rijden. De nieuwe ZoRo-bus 170 rijdt grotendeels langs deze haltes.
- 11 december 2016: de merknaam Veolia moest weer plaats maken voor Connexxion, sinds Veolia al haar activiteiten in Nederland had gestaakt.
- 25 augustus 2019: de concessie van Connexxion werd overgenomen door EBS.
- 15 december 2019: lijn 173 van de RET is ingekort tot station Lansingerland-Zoetermeer. Lijn 73 van EBS heeft het deel Lansingerland-Zoetermeer - Centrum-West overgenomen.
- 3 januari 2021: de route van lijn 71 wordt aangepast en rijdt in beide richtingen tussen Centrum-West en Lansingerland-Zoetermeer via Rokkeveen. Hierdoor wordt lijn 72 opgeheven. Ook wordt lijn 74 opgeheven door bezuinigingen vanwege corona.
- 4 september 2022: lijn 73 wordt zonder alternatief opgeheven.

## Huidige RandstadRail en buslijnen
| Lijn | Route                                                       | Via | Vervoerder | Bijzonderheden                          |
| ---- | ----------------------------------------------------------- | --- | ---------- | --------------------------------------- |
| 3    | Den Haag Loosduinen - Zoetermeer Centrum-West               | Bohemen, Bomen-/Vruchtenbuurt, HMC Westeinde, Prinsegracht, Tramtunnel, Centraal Station, Beatrixkwartier, Laan van NOI, Voorburg 't Loo, Leidschendam-Voorburg, Forepark, Leidschenveen, Zoetermeerse Rijweg, Voorweg, Centrum-West, Seghwaert, Zoetermeerse Krakeling    | HTM        | Rijdt via krakeling linksom.            |
| 4    | Den Haag De Uithof - Lansingerland-Zoetermeer               | Bouwlust, Leyenburg, Rustenburg en Oostbroek, HMC Westeinde, Prinsegracht, Tramtunnel, Centraal Station, Beatrixkwartier, Laan van NOI, Voorburg 't Loo, Leidschendam-Voorburg, Forepark, Leidschenveen, Zoetermeerse Rijweg, Voorweg, Centrum-West, Seghwaert, Oosterheem | HTM        |                                         |
| 34   | Den Haag De Savornin Lohmanplein - Lansingerland-Zoetermeer | Bomen-/Vruchtenbuurt, HMC Westeinde, Prinsegracht, Tramtunnel, Centraal Station, Beatrixkwartier, Laan van NOI, Voorburg 't Loo, Leidschendam-Voorburg, Forepark, Leidschenveen, Zoetermeerse Rijweg, Voorweg, Centrum-West, Seghwaert, Oosterheem                         | HTM        | Rijdt niet 's avonds en in het weekend. |
| 70   | Centrum-West - Noordhove                                    | HagaZiekenhuis Zoetermeer | EBS        |                                         |
| 71   | Centrum-West - Station Lansingerland-Zoetermeer             | Station, Rokkeveen | EBS        |                                         |